# Noël Berrier
Pour les articles homonymes, voir Berrier.
Noël Berrier, né le 24 décembre 1914 à Avallon (Yonne) et mort le 18 décembre 1986 à Paris 5e, est un homme politique français.

## Biographie
Docteur en médecine de la faculté de Paris, il ouvre son cabinet dans la Nièvre en 1941, à Dornecy puis à Corbigny. Il rejoint la Résistance en mai 1944 et devient médecin du maquis.
Il est élu conseiller municipal de Corbigny en 1953, puis maire en 1971. Il est ensuite élu conseiller général du canton de Corbigny  en 1967, puis président du conseil général de la Nièvre en mai 1981 à la suite de la démission de François Mitterrand, élu président de la République. Il est également conseiller régional en 1976, puis vice-président du Conseil régional de Bourgogne en 1979. Il est élu sénateur de la Nièvre le 30 décembre 1975 et réélu en septembre 1983.
Il est vice-président de la délégation française au Conseil de l'Europe en 1983 et membre de la délégation française à la session de l'ONU en 1984.
Le collège de Corbigny, inauguré le 30 juin 1984 par François Mitterrand alors Président de la République et ancien élu du département, a pris le nom de Noël Berrier après le décès de celui-ci en 1986.